# 帕里納科塔湖 (玻利維亞-秘魯)
17°11′30″S 69°34′10″W / 17.19167°S 69.56944°W
帕里納科塔湖（西班牙語：Laguna Parinacota），是南美洲的湖泊，位於玻利維亞和秘魯接壤邊境，由拉巴斯省和普諾大區負責管轄，長1.3公里、寬0.5公里，海拔高度4,216米。